# Колокша (посёлок)
Колокша — посёлок в Собинском районе Владимирской области России, административный центр Колокшанского сельского поселения.

## География
Посёлок расположен в 17 км на северо-восток от райцентра города Собинка, железнодорожная станция Колокша на линии Москва — Владимир.

## История
Населённый пункт образован в конце XIX века как посёлок при железнодорожной станции, названной по имени деревни Колокша, находящейся в 2 км. 
В начале XX века посёлок при станции входил в состав Одерихинской волости Владимирского уезда, с 1924 года — во Владимирской волости. В 1905 году в посёлке при станции Колокша числилось 25 дворов, паровой смоло-скипидарный и саже-коптильный завод включал 6 дворов и клеенчатое заведение — 4 двора; в 1926 году в посёлке было 47 хозяйств.
С 1929 года посёлок входил в состав Иваньковского сельсовета Владимирского района, с 1940 года — в составе Колокшанского сельсовета с центром в деревне Колокша, с 1945 года — в Собинском районе, с 1965 года — центр Колокшанского сельсовета Собинского района.

## Население
| 1905 | 1926 | 2002 | 2010 | 2021 |
| ---- | ---- | ---- | ---- | ---- |
| 132  | ↗171 | ↗707 | ↗907 | ↘723 |

## Инфраструктура
В посёлке находятся МБДОУ «Детский сад №11 "Колокольчик"», отделение почтовой связи 601212, филиал мебельной фабрики "Фокстрот-Мебель", ООО "Полюс" (производство бытовых неэлектрических приборов).